# Johannes Fugger

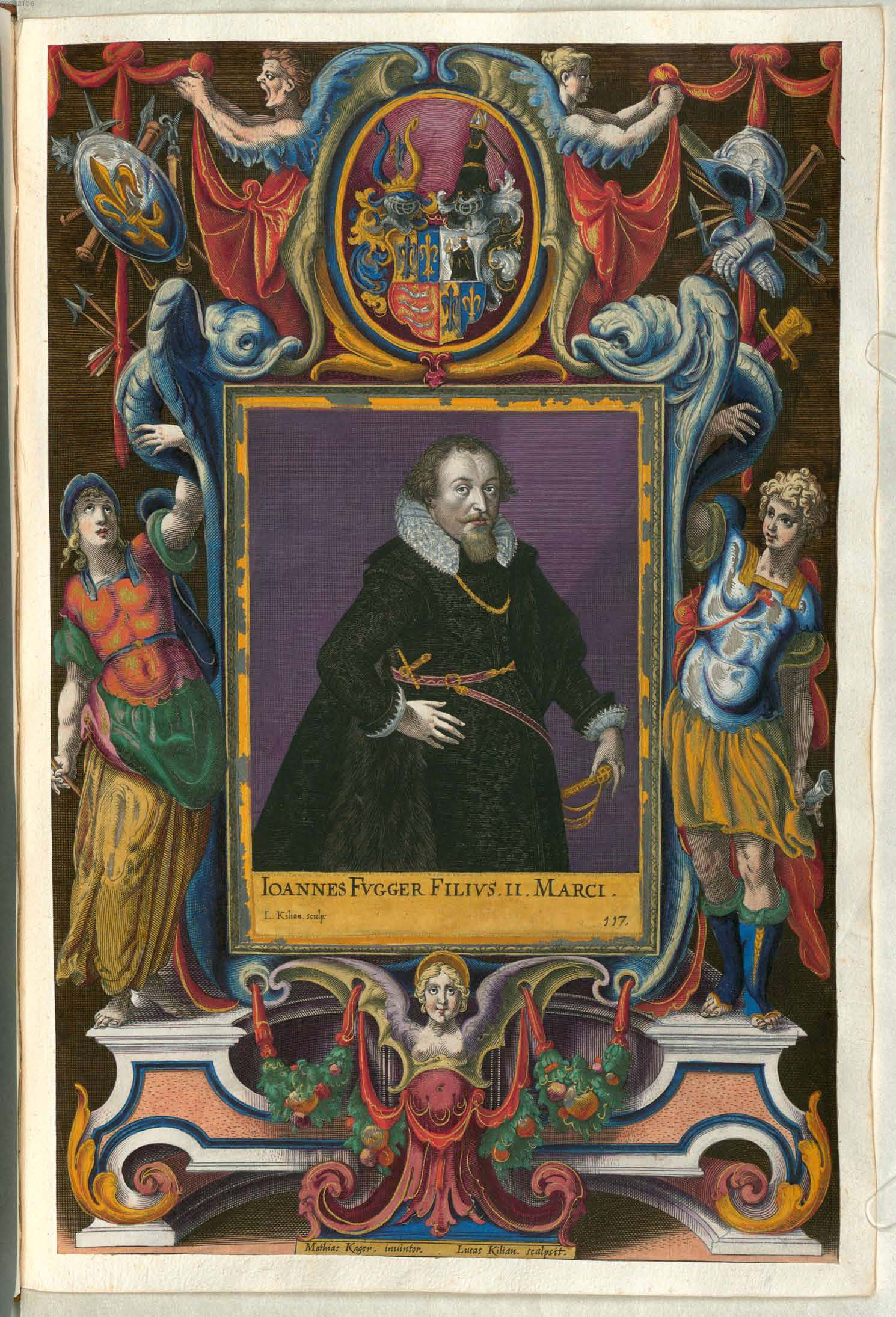
Johannes Fugger, Kolorierter Stich von Lucas Kilian

Johannes Fugger oder auch Hans (II.) Fugger oder Hans Fugger der Jüngere (* 18. Februar 1591 in Speyer; † 15. April 1638) war Herr zu Kirchheim in Schwaben und Schmiechen, Freiherr, später Graf, Kaufmann, Geheimer Rat der Stadt Augsburg und Vorstand der älteren Kirchheimer Linie der Fugger.

## Leben
Johannes Fugger war Sohn von Marx (Markus) Fugger (1564–1614) und seiner Frau Anna Maria, Gräfin von Hohenzollern-Sigmaringen (1573–1598). Er heiratete am 6. Oktober 1613 in Scheer Elisabeth Gräfin Truchseß von Waldburg-Friedberg-Scheer (1589–1630). Aus der Ehe gingen fünf Kinder hervor: Maria Anna, Freiin Fugger (1615–1615), Franz Meinhard, Freiherr Fugger (1616–1616), Graf Johann Eusebius Fugger (1617–1672), Maria Walburga, Gräfin Fugger, Nonne in Salburg, Kapuzinerorden (ca. 1620–1672), Anna Maria, Gräfin Fugger, Nonne in Brixen (1624–1703).
Vom Freiherr stieg er 1628 zum Graf auf. Im Dreißigjährigen Krieg versuchte er Kirchheim in Schwaben durch Schutzzahlungen vor Plünderungen zu verschonen. Dennoch wurde am 3. Januar 1633 Kirchheim vom schwedischen Reichskanzler Axel Oxenstierna als Kriegsbeute an den schwedischen Generalstatthalter für Schwaben, General Graf Georg Friedrich von Hohenlohe-Langenburg, verschenkt und von den Schweden geplündert. Die Herrschaft der Fugger über Kirchheim war bis zum Abzug der Schweden 1635 unterbrochen. Johannes Fugger ist beigesetzt in Kirchheim in Schwaben.